# Franz Pforr

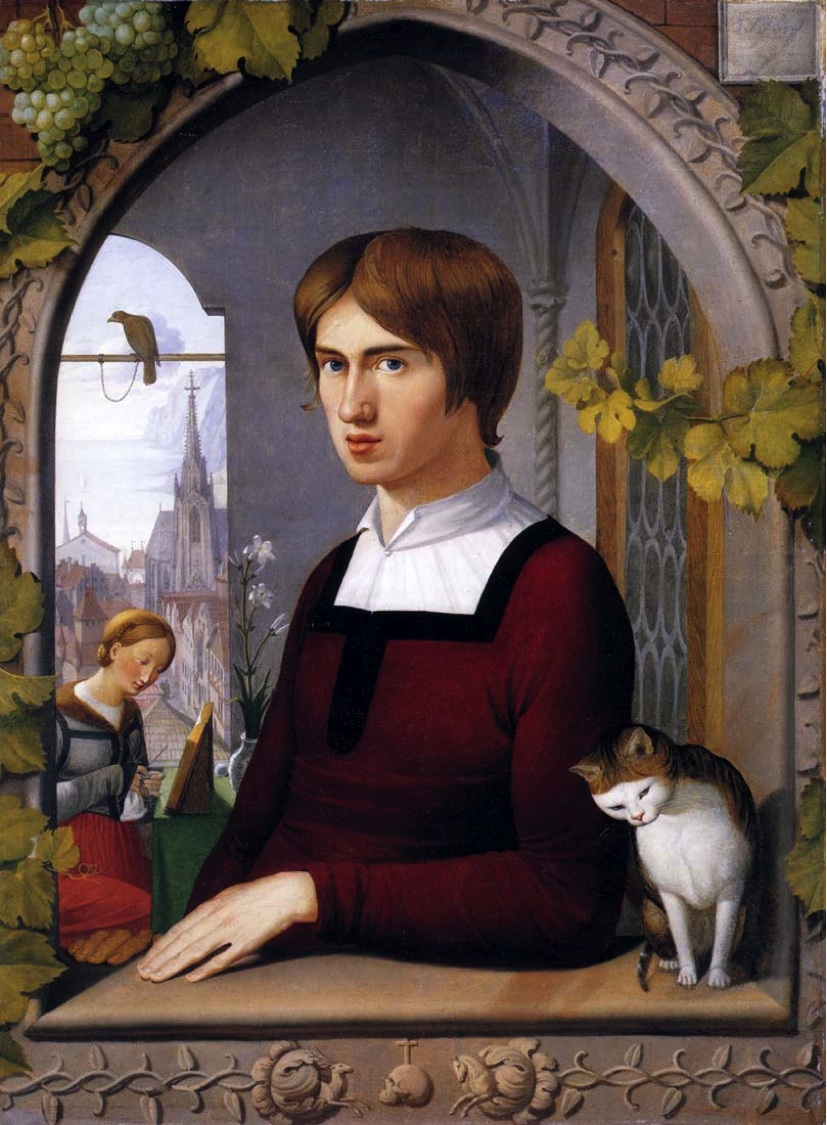
Portret van Franz Pforr door Friedrich Overbeck, 1810, Alte Nationalgalerie, Berlijn

Franz Pforr (Frankfurt am Main, 5 april 1788 - Albano Laziale bij Rome 16 juni 1812) was een Duits romantisch kunstschilder. Hij was een der grondleggers van het kunstgenootschap de Nazareners.

## Leven en werk

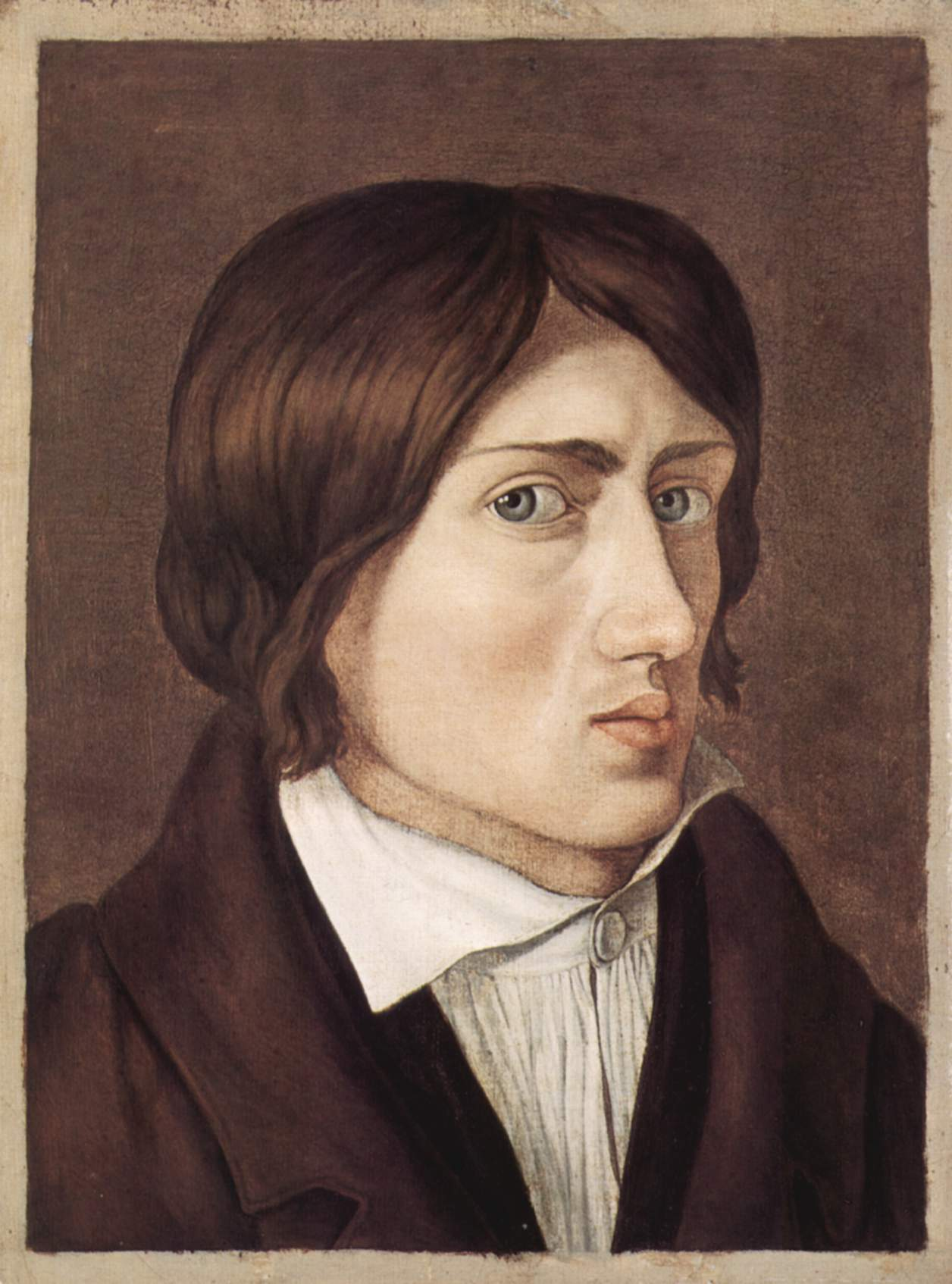
Zelfportret, 1810, Städel Museum, Frankfurt am Main

Pforr werd geboren in een kunstzinnige familie. Zijn vader was een in paarden gespecialiseerde kunstschilder, zijn moeder stamde uit de beroemde kunstenaarsfamilie Tischbein. Pforr werd in het schildersvak opgeleid door een oom. In 1805 ging hij naar de Academie in Wenen, waar hij een classicistische opleiding kreeg. Samen met zijn studievrienden Friedrich Overbeck, Konrad Hottinger en Ludwig Vogel verzette hij zich echter tegen de streng op klassieke vormen georiënteerde opleiding. Het groepje zocht naar nieuwe wegen en vond die in het verleden: “hoe verder we naar het verleden afdaalden, hoe verder we van de grondbeginselen van de academie vervreemd raakten, maar daarentegen, zo ontdekten we, des te dichter de kunst van de oude schilders onze eigen ideeën naderde”, aldus Pforr, die zelf erg onder de indruk was van oud-Duitse meesters als Dürer en Hans Holbein de Jonge.
Na een aantal conflicten werden Pforr en zijn vrienden in 1809 van de academie verwijderd, waarna ze de zogenaamde Lucasbond oprichtten. In 1810 trok hij met Overbeck, Hottinger en Vogel naar Rome om zich op oude Italiaanse meesters te oriënteren, met name uit de tijd van het Quattrocento. Kort daarna startte hij met Overbeck het kunstgenootschap de Nazareners, dat een bepalende rol zou gaan spelen in de Duitse schilderkunst uit de eerste helft van de 19e eeuw. Pforr zelf mocht deze erkenning echter niet meer meemaken: hij overleed in 1812, op 24-jarige leeftijd, aan tuberculose.
Pforr liet enkele honderden tekeningen en een beperkt aantal schilderwerken na, waarvan het allegorische Sulamith und Maria als exemplarisch geldt voor de Nazareners. Het werk bevat veel toespelingen op het leven van zijn vriend Overbeck en de echtelijke liefde, waarna Overbeck zijn bekende werk Italia und Germania (met als ondertitel Allegorie der Freundschaft) als 'tegenstuk' schilderde. Andere werken die Pforr achterliet zijn Der Graf von Habsburg, Kaiser Rudolfs Einzug in Basel en het in 1923 herontdekte Sankt Georg der Drachentöter.

## Galerij

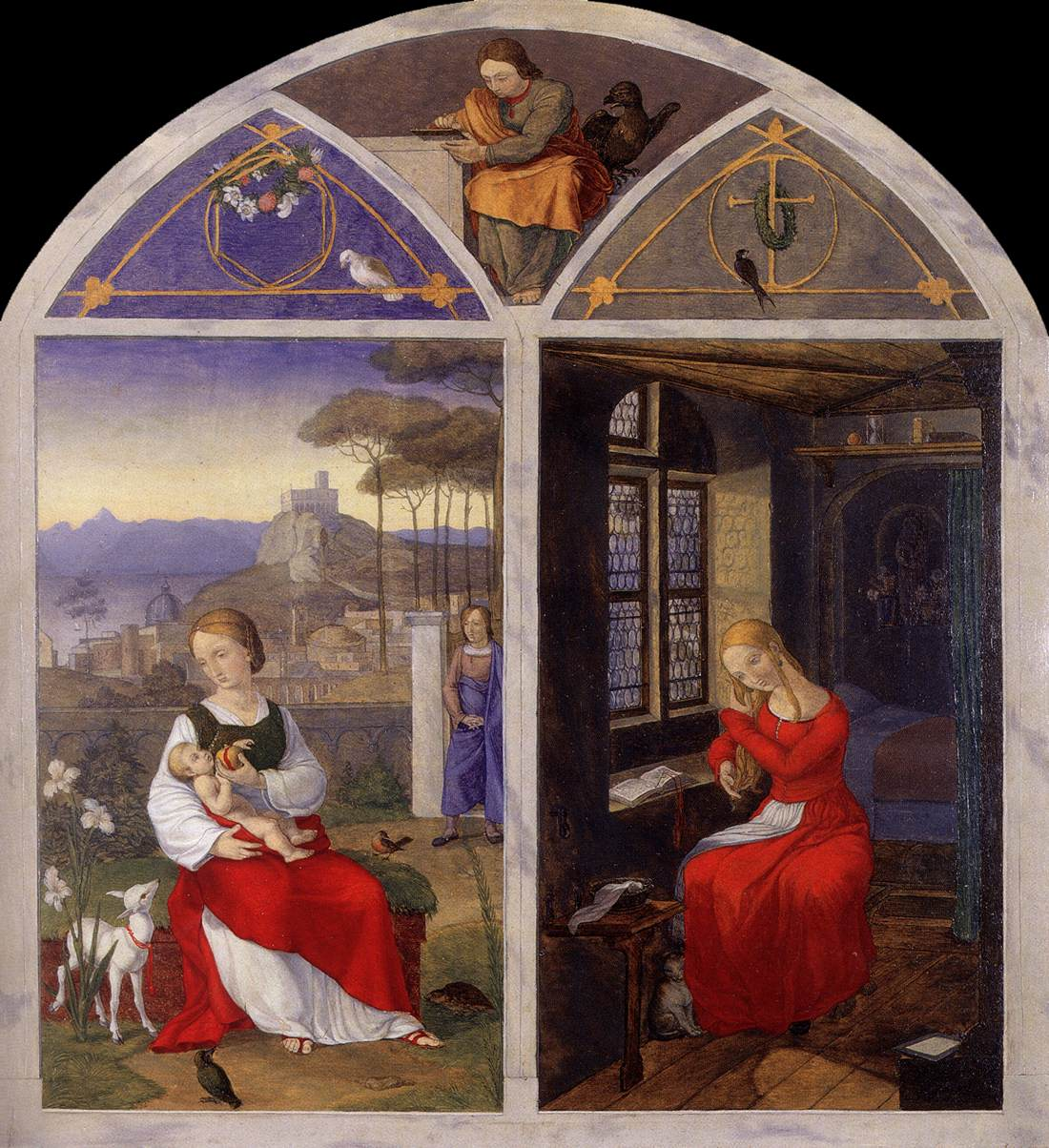
Sulamith und Maria, voor zijn vriend Friedrich Overbeck
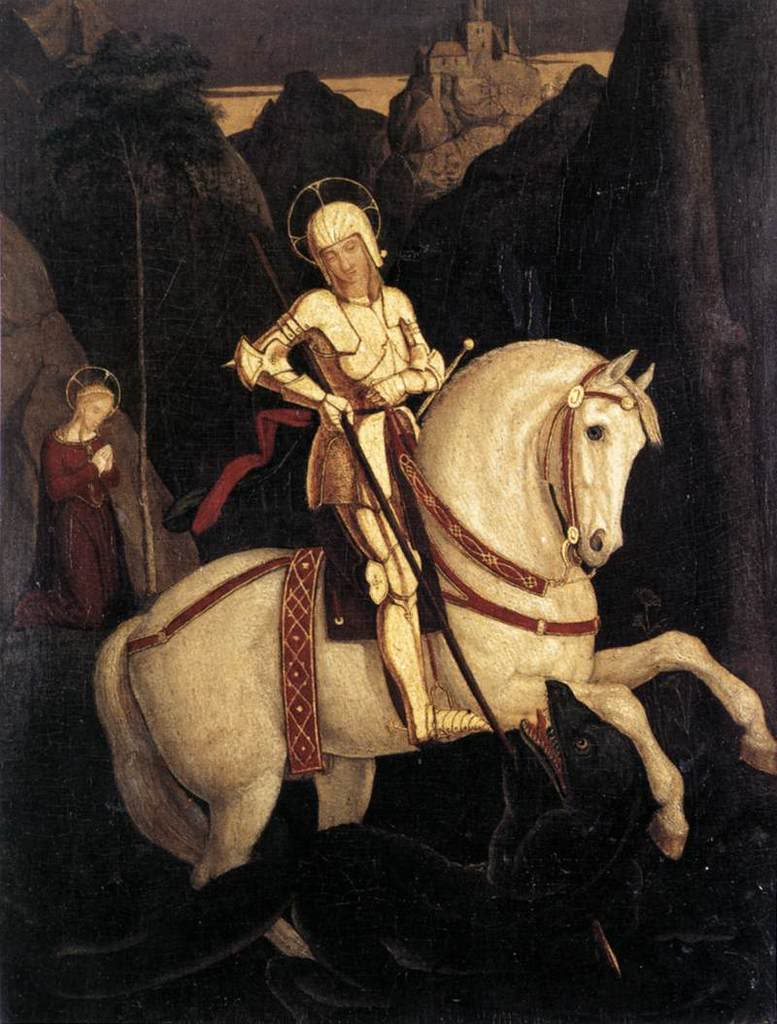
Sankt Georg der Drachentöter
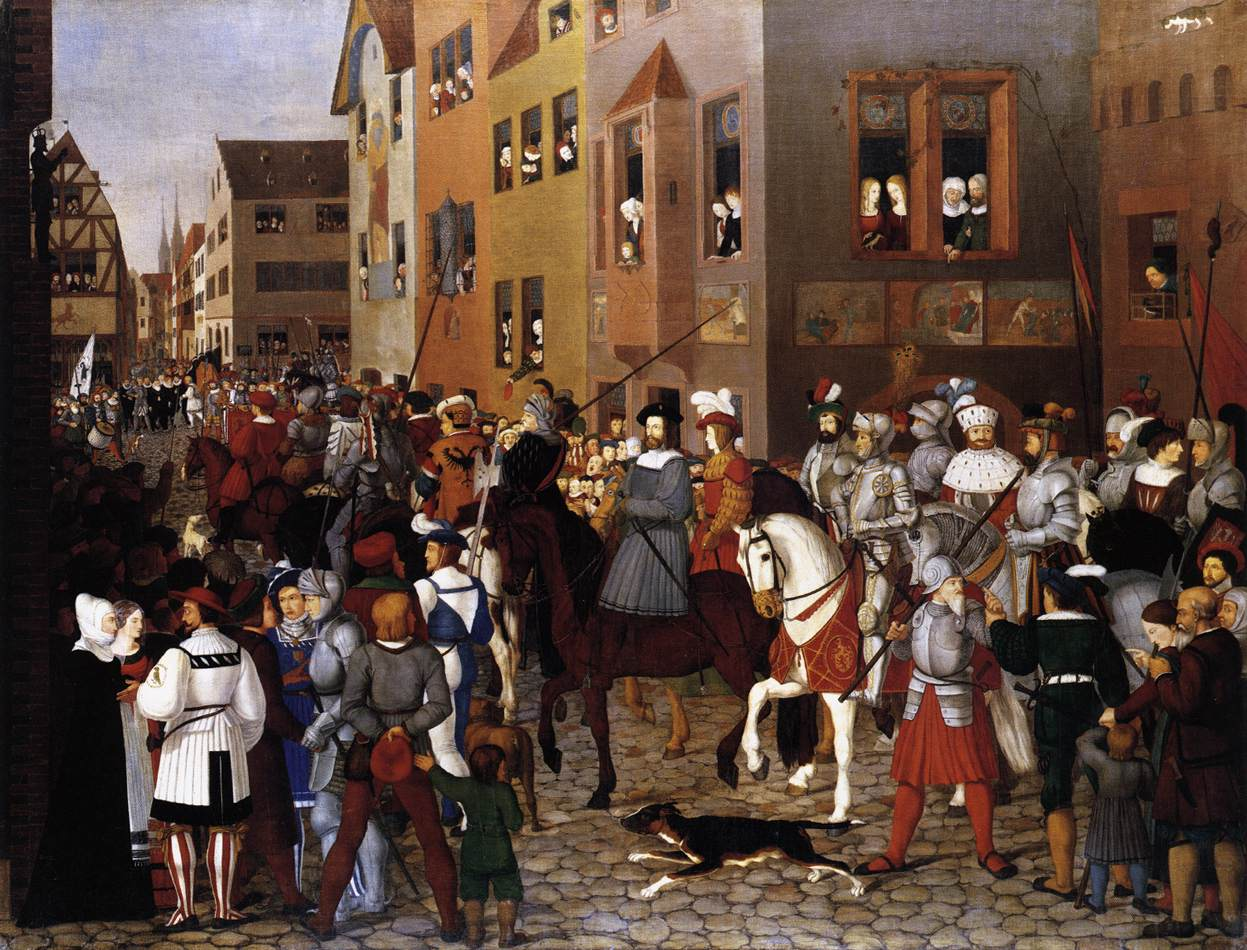
Kaiser Rudolfs Einzug in Basel
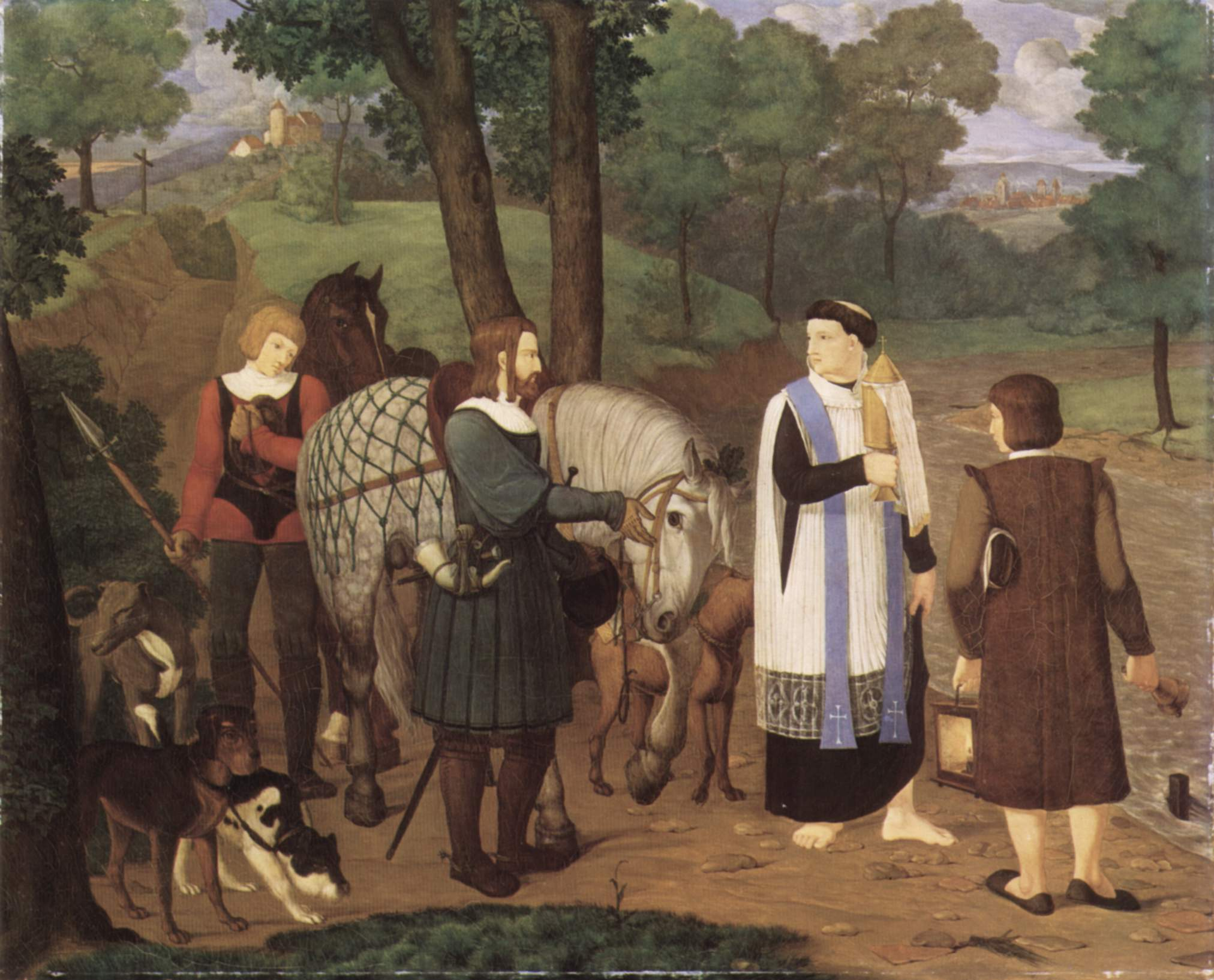
Der Graf von Habsburg und der Priester
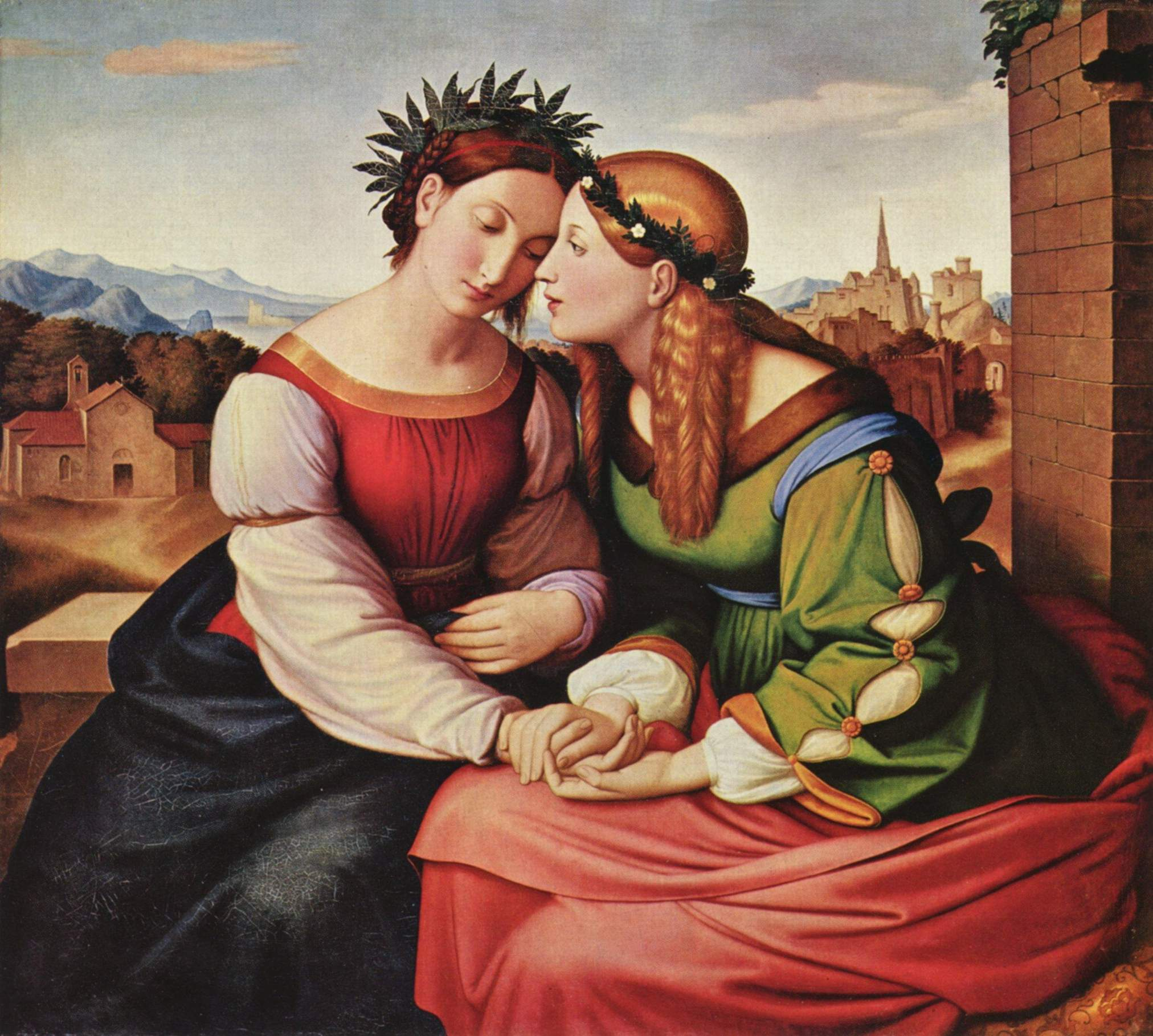
Italia und Germania, door Friedrich Overbeck, voor Pforr, 'tegenstuk' voor zijn Sulamith und Maria